# Route magistrale 18 (Serbie)
Pour les articles homonymes, voir M18 et Route 18.
La route magistrale 18 (en serbe : Државни пут ІВ реда број 18, Državni put IB reda broj 18 ; Магистрала број 18, Magistrala broj 18) est une route nationale de Serbie qui relie entre elles la ville serbe de Zrenjanin passant par Sečanj, Plandište, Vršac et Bela Crkva jusqu’à la frontière serbo-roumaine.
Cette route nationale traverse seulement la province autonome serbe de Voïvodine.
À ce jour, elle ne comporte aucune section autoroutière (Voie Rapide en 2 x 2 voies).

## Description du tracé

### Route magistrale 18 deZrenjaninàKaluđerovo(Poste-frontière)

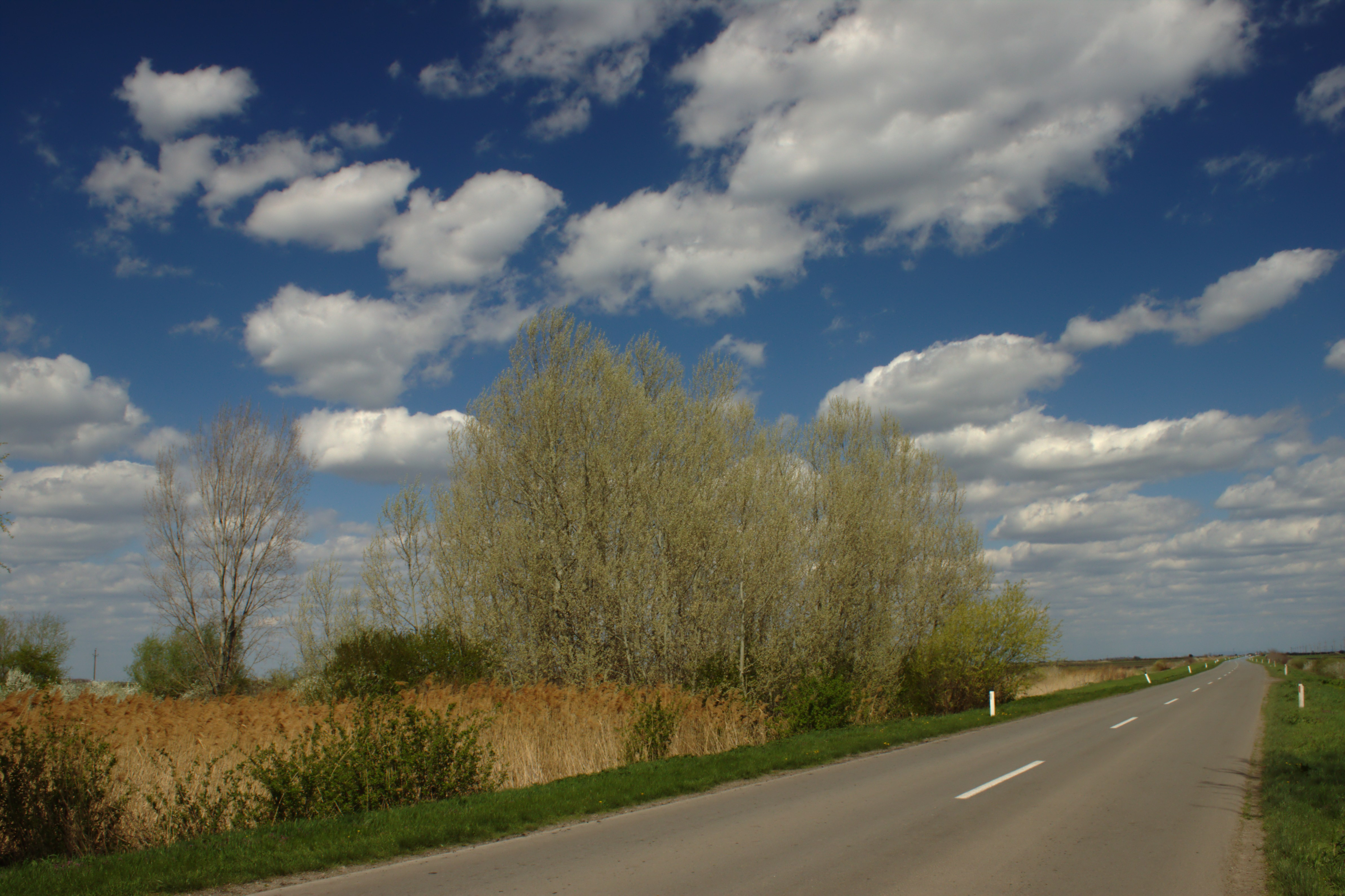
La route magistrale 18 près de Velika Greda.